# Alfred Korzybski
Alfred Habdank Skarbek Korzybski (3. července 1879, Varšava – 1. března 1950, Lakeville, Connecticut, USA) byl polsko-americký filozof. Proslul jako zakladatel generální sémantiky (často nesprávně zaměňované za generativní gramatiku Noama Chomského). Její základy položil především v knize Science and Sanity z roku 1933. Generální sémantika upozorňuje, že lidské poznání je limitováno strukturou nervového systému a strukturou jazyka - ty produkují percepce, které lidé obvykle nesprávně považují za realitu samu - známý je Korzybského výrok ilustrující tento omyl "mapa není území". Korzybski také někdy hovořil o nearistotelovské logice, kterou je třeba si osvojit. Korzybského teorie ovlivnily lingvistu Benjamina Lee Whorfa, kybernetika Gregory Batesona či zakladatele gestalt terapie.